# Aérodrome de Gjögur
Pour les articles homonymes, voir GJR.
L'aérodrome de Gjögur (code IATA : GJR • code OACI : BIGJ) est un petit aéroport desservant la population de l'Árneshreppur dans le district des Vestfirðir du Nord-Ouest de l'Islande, sur la côte d'Húnaflói. Il ne s'ouvre que pour les vols d'Eagle Air Iceland vols, qui se font deux fois par semaine en hiver et une fois par semaine en été.
Cet aérodrome est très important pour la population locale : en hiver, l'aéroport est le seul moyen d'accéder à l'ensemble de la région, comme la route d'accès devient impraticable. Le gouvernement de l'Islande a besoin de ces vols dans le but de fournir à la population avec des denrées alimentaires et autres marchandises, et de fournir le transport de passagers. 

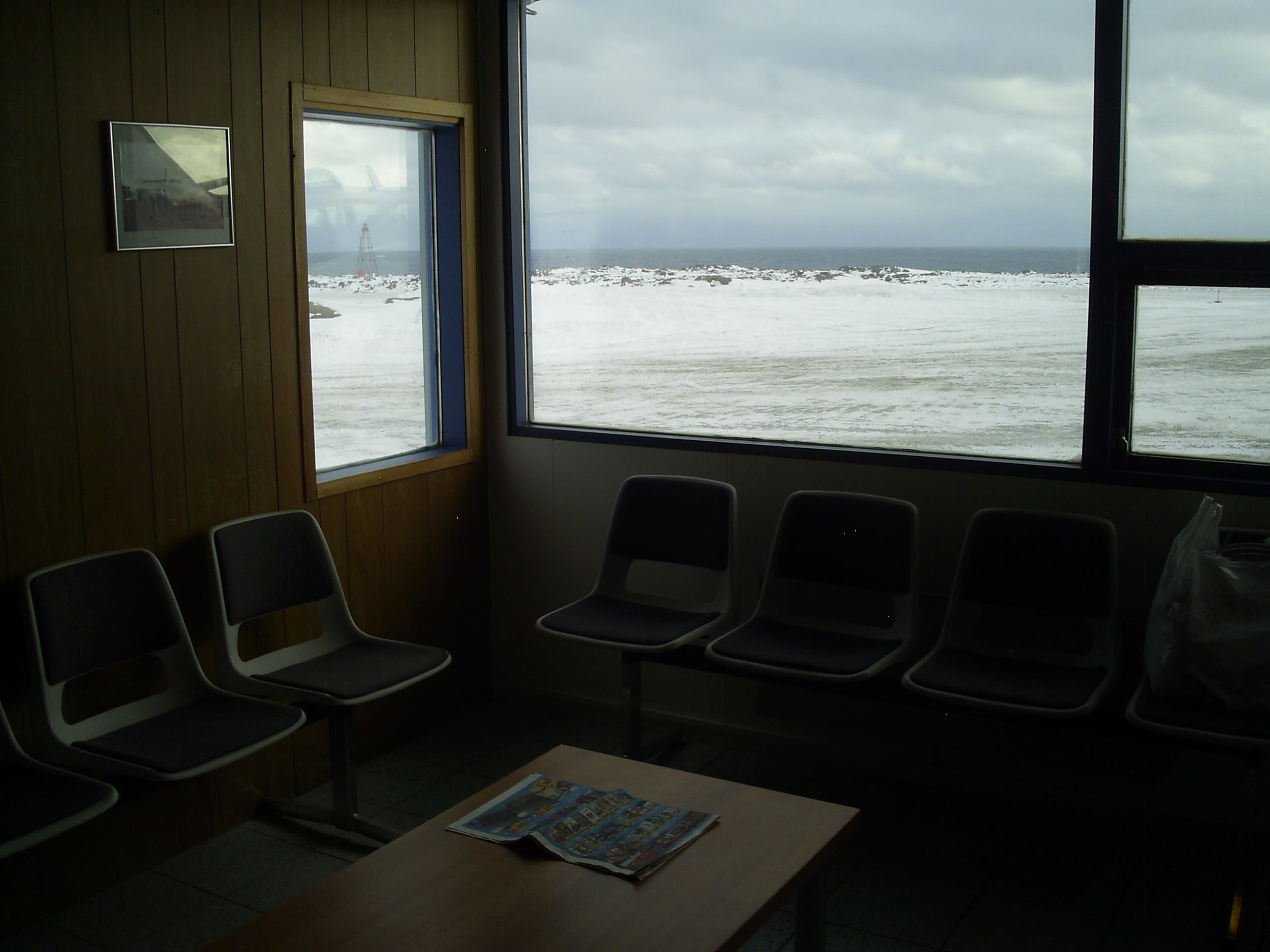
Aérogare passagers.

## Situation
| \| 40 km1:1 908 000 \| Akureyri Bakki Blönduós Breiðdalsvík Bíldudalur Djúpivogur Egilsstaðir Fagurhólsmýri Fáskrúðsfjörður Gjögur Grundarfjörður Grímsey Hornafjörður Hólmavík Húsavík Keflavík Kópasker Mývatn Norðfjörður Ólafsfjörður Patreksfjörður Raufarhöfn Reykjavík Rif Sauðárkrókur Selfoss Siglufjörður Stykkishólmur Vestmannaeyjar Vopnafjörður Ísafjörður Þingeyri Þórshöfn |
| 40 km1:1 908 000 |

## Compagnies aériennes et destinations
| Compagnies | Destinations |
| ---------- | ------------ |
| Norlandair | Reykjavik    |

Actualisé le 02/06/2023